# 타라스 미할리크
타라스 미할리크(우크라이나어: Тарас Володимирович Михалик, 1983년 10월 28일 ~)는 우크라이나의 전 축구 선수이다.